# Droit d'asile
Pour les articles homonymes, voir Asile.
L'asile étant un lieu où une personne se sentant menacée peut se mettre en sécurité, le droit d'asile renvoie au fait que, dans différentes civilisations, les sociétés ont reconnu un droit à chaque être humain de trouver refuge face à des menaces et des persécutions. Ainsi, la Déclaration universelle des droits de l'homme énonce, en son article 14 : « Devant la persécution, toute personne a le droit de chercher asile et de bénéficier de l'asile en d'autres pays. » La Convention de Genève de 1951 a donné à cette protection une traduction en droit international public.

## Terminologie
Le terme asile vient du grec ancien ἄσυλον (ásūlon, « qu'on ne peut piller ») et du latin asylum (« lieu inviolable, refuge »). En 1657, Scarron définit l'asile comme « tout lieu où l'on se met à l'abri d'un danger ». Au XIXe siècle, le mot devient aussi synonyme d'établissement pour infirmes, vieillards ou aliénés. La notion devient alors ambivalente, pouvant renvoyer à des concepts diamétralement opposées (hospitalité ou mise à l'écart, voire confinement).
Le droit d'asile ancien, suivant une tradition millénaire, était le droit d'une autorité (religieuse, politique...) ou d'un établissement (temple, église...) de pouvoir accueillir sur son territoire toute personne de son choix. Le droit d'asile moderne émerge lentement aux XVIIIe, XIXe et surtout XXe siècles, comme une valeur éthique voire politique, parfois inscrite dans le droit, tendant à accorder aux personnes injustement menacées le bénéfice d'un refuge pour se protéger temporairement ou définitivement.
Le droit d'asile en tant que valeur est à distinguer du droit de l'asile en tant qu'ensemble de règles juridiques (internationales, nationales, jurisprudentielles…) qui mettent en œuvre l'idée d'asile telle qu'elle se conçoit à chaque époque et dans chaque pays.

## Droit d'asile ancien (Antiquité, Moyen Âge)
Contrairement à une idée reçue, le droit d'asile moderne a peu de liens avec celui de l'Antiquité et du Moyen Âge :
1. le droit d'asile ancien correspond à un privilège du protecteur et non du protégé ;
2. il peut profiter aux criminels de droit commun alors que l'asile moderne les exclut de son champ de protection.

### Antiquité: origines du droit d'asile

#### Asile avant leIVesièclede l'ère chrétienne/commune.
Dans la Grèce antique, par référence explicite au grec « άσυλον », (de α- privatif + συλάω piller : « que l’on ne peut piller », où l’on ne peut prélever de butin, inviolable), on parle de droit d'asyle ou asylie pour différencier cette notion, vivace durant toute l'antiquité, du droit d'asile moderne. L'asylie est définie comme le droit d'échapper à la saisie violente. Durant la période des guerres incessantes entre cités, l’asylie des temples avait pour conséquence de mettre hors de portée des envahisseurs grecs prenant une autre cité grecque les bâtiments et biens dévolus aux cultes des dieux de l’Olympe. L’asylie est alors essentiellement le privilège d’une caste de prêtres qui construit idéologiquement son immunité au sein du monde grec par-delà les clivages politiques qui conduisent les cités à se faire la guerre. Le sanctuaire, espace consacré, était un lieu d'asyle et sa sacralité se communiquait à quiconque y pénétrait.
Les grands sanctuaires panhelléniques, et, en 479 av. J.-C., la cité de Platées de Béotie firent l'objet d'une déclaration explicite d'asylie. Il est cependant arrivé que ce droit d'asyle fût enfreint, comme on le voit par le récit de la fin de Pausanias chez Thucydide. Vers 260 av. J.-C., on voit diverses cités grecques conclure des accords d'asylie avec la ligue étolienne pour échapper à la piraterie et au pillage. En Asie mineure, l'asylie fut octroyée aux cités de fondation séleucide, pour protéger le sanctuaire et par extension la cité tout entière qui l'abritait ; c'était aussi un titre dans la course aux honneurs entre cités.
Dans la Rome antique, l'asile a pu apparaître comme l'origine et la raison d'être d'une cité nouvelle : un espace de refuge, à distance géographique, sociale ou politique d'une domination urbaine ; un espace de refuge et regroupement des parias poursuivis qui reconstruisent ailleurs une vie et une ville. Cette forme du droit d'asile apparaît essentiellement dans le mythe de la fondation de Rome : le Capitole aurait été édifié comme lieu d'asile par Romulus afin d'accélérer le peuplement de la nouvelle cité. Dans le sillage du sens grec, certains temples romains (surtout des temples situés en Grèce conquise qui conservaient leurs anciens privilèges), en raison de leur caractère sacré, ont rempli cette fonction initiale de refuge pour les esclaves, débiteurs, criminels et opposants recherchés. Néanmoins, on constate que la République romaine puis l'Empire ont plutôt cherché à limiter grandement le nombre de ces lieux refuge, considérant que le droit d'asile était incompatible avec leur vision de la justice et du maintien de l'ordre.

#### Naissance du droit d'asile chrétien
C'est à la fin du IVe siècle apr. J.-C., alors que le christianisme nicéen devient la religion officielle de l'Empire romain (à la suite de l'Édit de Thessalonique en 380), que le droit d'asile ancien se christianise. Il est tout d'abord un fait populaire : des individus se réfugient spontanément dans les églises chrétiennes et les cas se multiplient. Face à un phénomène qui s'amplifie et grâce à l'action des Pères de l'Église (qui élaborent une théorie du droit d'asile chrétien), le pouvoir séculier est conduit à officialiser ce nouveau droit, notamment par la Constitution du 21 novembre 419, puis par le Code Théodosien. La loi dispose alors que tout individu est admis à trouver refuge dans les églises chrétiennes s'il cherche à échapper à un quelconque poursuivant, qu'il s'agisse d'un particulier ou d'un agent de l'État. Néanmoins, rapidement, deux catégories de personnes sont exclues du droit d'asile : les esclaves, qui n'ont pas d'identité juridique, et les débiteurs du fisc, car l'État refuse de les laisser filer.

### Moyen Âge: vers l'âge d'or du droit d'asile chrétien

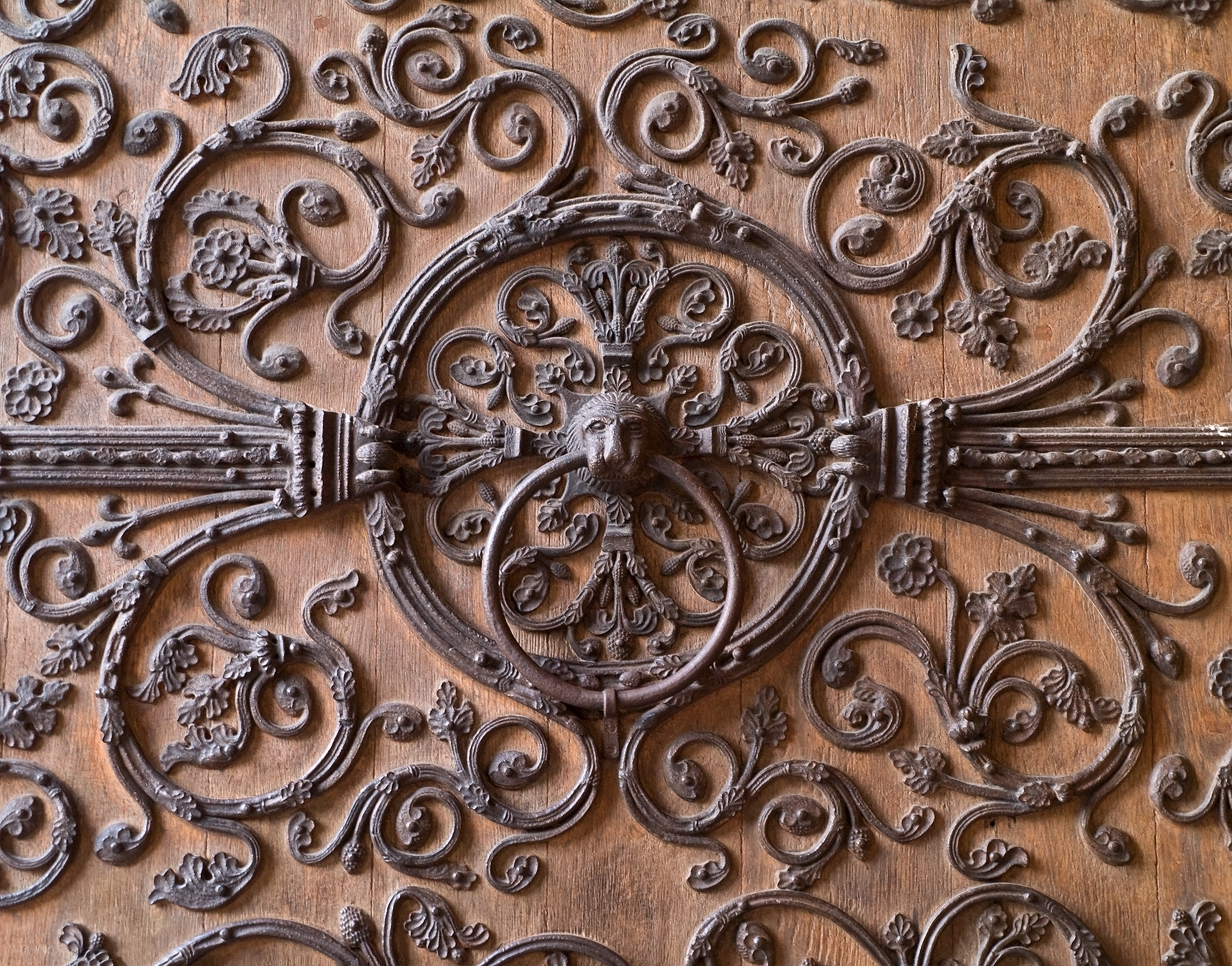
Anneau du droit d'asile sur une porte de la cathédrale Notre-Dame de Paris (France).

#### Époque romano-barbare
Les grandes migrations germaniques ne font pas disparaître le droit d'asile chrétien. Qu'ils soient païens (Francs) ou ariens (Ostrogoths, Wisigoths, Burgondes), tous reconnaissent le droit d'asile chrétien, selon le principe de « personnalité des lois » : chaque peuple soumis conserve ses propres lois et continue de les appliquer. Ainsi, dans les différentes parties de l'ancien Empire romain d'Occident, les évêques romains continuent de faire appliquer le droit d'asile et le réaffirment régulièrement au sein des conciles (Concile d'Orléans, sous le Franc Clovis en 511 - Concile d'Épaone, sous le Burgonde Sigismond en 517 - VIe concile de Tolède, en 638 - entre autres). Les peuples germaniques ne s'excluent eux-mêmes jamais de ce droit et leurs conversions progressives au catholicisme les incitent à faire entrer ce droit dans la législation civile.
Selon les trois premiers canons du Concile d'Orléans de 511, tout fugitif, meurtrier, adultère, voleur, qui se réfugie dans une église, ou ses dépendances, ou dans la maison d’un évêque, est protégé par le droit d’asile :
1. on ne peut l’en faire sortir de force ;
2. il peut négocier une indemnisation avec les personnes auxquelles il a nui ;
3. ses poursuivants doivent jurer sur l’Évangile qu’ils ne tenteront pas d’obtenir une vengeance.

Ce droit concerne aussi le rapt, si la victime (homme ou femme) y consent. L’esclave en fuite ne sera rendu à son maître que si celui-ci jure sur l’Évangile de ne pas sévir. Le droit d’asile ménage ainsi toujours une possibilité d’échappatoire pour tous, même les criminels. Cet asile est inviolable : même s’il est quelquefois enfreint, ceux qui ne le respectent pas sont toujours l’objet de la réprobation.

#### Charlemagne et le droit d'asile
Le règne de Charlemagne sur une partie de l'Europe occidentale marque une période de rigueur pour le droit d'asile chrétien. Le nouveau souverain n'entend pas être contrarié dans sa fonction de justicier. Ainsi, le droit d'asile des esclaves reste aussi restreint qu'aux époques précédentes. Mais Charlemagne considère également que les individus reconnus coupables d'un crime quelconque ne peuvent bénéficier du droit d'asile : seuls les innocents et les individus en attente de procès peuvent espérer pouvoir se réfugier légalement dans une église.

#### Moyen Âge classique
Avec le morcellement de l'autorité royale dès la fin du IXe siècle, le droit d'asile tend à perdre son caractère systématique. L'idée d'une protection universelle conférée par n'importe quel édifice religieux perd du terrain. Le droit d'asile devient un privilège, conféré individuellement à tel ou tel établissement ecclésiastique par les souverains ou parfois par le Pape. L'asile dure tant qu'une promesse d'impunité n'a pas été fournie mais certains ne peuvent s'en prévaloir : brigand notoire, malfaiteur, puis progressivement les Juifs, les hérétiques et les excommuniés.
Dans le même temps, de nouvelles formes de refuge sacré voient le jour avec le mouvement de la Paix de Dieu, au XIe siècle. Parmi ces nouveaux espaces, les plus connus sont les sauvetés, apparues essentiellement en Gascogne.
Le mouvement de la Paix de Dieu est l'occasion pour les évêques de réaffirmer, dans les conciles du XIe siècle, le principe du droit d'asile. Il est notamment peu à peu étendu aux socles des croix de carrefour et de chemin (canon du Concile de Clermont en 1095). Progressivement, une population d’« indésirables » se constitue autour des sanctuaires.

#### Bas Moyen Âge
Au Bas Moyen Âge, le droit d'asile est accordé par la ville de Valenciennes, qui compile alors des listes des bénéficiaires.

#### Déclin du droit d'asile chrétien dans le royaume de France à l'époque moderne
Sous l'impulsion des légistes, pour lesquels rien ne doit pouvoir se soustraire au pouvoir royal, le droit d’asile s’éteint à partir du XVIe siècle, notamment en France par l'ordonnance de Villers-Cotterêts (art. 166) en 1539 sous François Ier, et n’est progressivement plus reconnu par les tribunaux. Toutefois, le droit d'asile semble s'être perpétué en Nouvelle-France puis au Canada jusqu'au XXIe siècle,[réf. nécessaire] où ce droit coutumier accordé aux églises a continué d'être respecté par l'État.

## Droit d'asile moderne: un droit du réfugié
Le droit d'asile comme droit du réfugié apparaît récemment, essentiellement au XXe siècle. Quelques formulations ambivalentes apparaissent aux XVIIIe et XIXe siècles mais le droit d'asile reste encore l'apanage d'une puissance souveraine accueillant les personnes de son choix en fonction de ses intérêts notamment politiques et diplomatiques.

### Droit improbable (XIXe)
En France, par exemple, le droit d'asile peine à trouver sa place parmi les droits fondamentaux au sommet de la hiérarchie des normes : il n'est pas énoncé dans la Déclaration des droits de l'homme et du citoyen de 1789, mais seulement dans le texte exceptionnel de la Constitution de 1793 dont l'article 120 indique que le peuple français « donne asile aux étrangers bannis de leur patrie pour la cause de la liberté. Il le refuse aux tyrans ». L'énoncé est ambivalent : d'un côté, il évoque le droit d'asile ancien, symbole d'une autorité vis-à-vis des autres (ici la République contre des Monarchies européennes menaçant le régime issu d'une révolution régicide) ; de l'autre côté il préfigure le droit moderne en bénéficiant à certains réfugiés plus qu'à d'autres (les défenseurs de la liberté contre les tyrans). Après cela le droit d'asile ne réapparaît plus à ce niveau de la hiérarchie des normes durant 150 ans, jusqu'à un autre texte marginal : le préambule de la Constitution de 1946, qui retient, parmi les principes « particulièrement nécessaires à notre temps » que « tout homme persécuté en raison de son action en faveur de la liberté a droit d’asile sur les territoires de la République ». Cette apparition dans les seuls textes délaissés d'une histoire constitutionnelle est symptomatique : le droit d'asile n’est pas ou peu formalisé juridiquement et l’action publique reste discrétionnaire. On accueille des personnalités ou des groupes de populations en fonction de choix diplomatiques pondérés par des considérations de sécurité intérieure et aussi, parfois, de préoccupations de communication politique interne.

### Passeport Nansen (1922)
L'institutionnalisation sur le plan international d'un passeport pour les réfugiés victimes de guerres, à l'initiative de Fridtjof Nansen, contribue à faire évoluer le sens même du droit d'asile vers un droit du réfugié. Explorateur polaire norvégien, investi dans le cadre de la Société des Nations (SDN) dans l'aide aux prisonniers de guerre, Fridtjof Nansen fonde en avril 1920 le Comité Nansen pour secourir prisonniers et réfugiés de guerres. Le 1er septembre 1921, il devient le premier « haut-commissaire pour les réfugiés » de la SDN. Le 5 juillet 1922, un accord international conclu à Genève crée le « passeport Nansen », qui permet à des personnes déplacées de retrouver une identité via l'Office international Nansen pour les réfugiés, à l'origine pour les réfugiés russes fuyant la Révolution, devenus apatrides par le décret soviétique du 15 décembre 1922 qui révoque la nationalité de tous les émigrés. Ce document sera reconnu par 54 pays et servira notamment à des centaines de milliers de Russes, Grecs, Turcs et Arméniens pour s’établir dans le pays de leur choix. Pour cette action, il reçoit le prix Nobel de la paix le 10 décembre 1922. Ce système est étendu aux Arméniens qui fuient le génocide en mai 1924, puis, en 1933, aux Assyriens et minorités fuyant l'ex-Empire ottoman.

### Exils juifs dans les années 1930
Dès l’accès au pouvoir d’Hitler en 1933 le nombre d’exilés juifs allemands se présentant aux frontières augmente. Aux Allemands s’ajoutèrent ensuite des exilés juifs autrichiens, tchécoslovaques et italiens à la veille de la seconde guerre mondiale. En France, à partir de 1934, près de 100 000 exilés juifs arrivent en cinq ans. Grâce aux mobilisations des partis de gauche et d’organisations de solidarité, ils sont d'abord relativement bien accueillis mais la technocratie ministérielle et économique se montre ensuite circonspecte : la concurrence que font craindre ces nouveaux venus, qualifiés et efficaces, aux Français des professions libérales amènent, sous l'influence des partis de droite, Chambres de commerce et Ministère de l’économie, à considérer ces Juifs comme « inassimilables », « pseudo réfugiés » et « réfugiés économiques ». Leurs demandes d’asile sont massivement rejetées et, dès le printemps 1934, les Juifs allemands sont arrêtés, expulsés et remis aux autorités allemandes. « la circulaire adressée aux préfets par le ministre de l'Intérieur, à la date du 4 décembre 1934, insiste sur la nécessité d'intensifier les mesures de refoulement et d'expulsion ». L'arrivée de la gauche au pouvoir en 1936 (Front populaire) ne fit que ralentir cette politique sans l'infléchir fondamentalement. Ce phénomène n'est pas spécifique à la France ou à l'Europe, comme l'atteste la tragédie du paquebot Saint-Louis.

### Déclaration universelle des droits de l’homme (1948): articles 13 et 14
L'effondrement moral des pays libéraux tant en Europe qu’aux Amériques face au besoin de protection des juifs durant les années 1930, explique, pour une part, que l’on ait énoncé après la Shoah deux principes connexes et fondateurs du droit d’asile moderne : la liberté de circulation pour trouver refuge dans un autre pays. Il s’agit des articles 13 et 14 de la Déclaration universelle des droits de l'homme de 1948 texte proclamé par l'Assemblée générale des Nations unies et non cosigné comme traité, mais ayant parfois force de droit par l'effet d'autres instruments (ex. : Convention européenne des droits de l'homme) :
- Article 13 :
  1. Toute personne a le droit de circuler librement et de choisir sa résidence à l'intérieur d'un État.
  2. Toute personne a le droit de quitter tout pays, y compris le sien, et de revenir dans son pays.
- Article 14 :
  1. Devant la persécution, toute personne a le droit de chercher asile et de bénéficier de l'asile en d'autres pays.
  2. Ce droit ne peut être invoqué dans le cas de poursuites réellement fondées sur un crime de droit commun ou sur des agissements contraires aux buts et aux principes des Nations unies.

L'articulation de ces deux articles est essentielle : le 13-2 constitue une condition de la possibilité du 14-1 ; aucun droit d’asile, au sens moderne, n’est concevable sans possibilité de quitter son pays, donc de franchir une frontière internationale et d’entrer dans un autre pays.

### Guerre froide et Convention de Genève sur les réfugiés (1951)
Au sortir de la Seconde Guerre mondiale, le continent européen compte des millions de personnes déplacées durant le conflit. Leur prise en charge implique une logistique dont seules les armées disposent. Aussi l'ONU échoue à intervenir avec l'Organisation internationale pour les réfugiés (OIR) créée en 1946. Apparaît alors dès 1949 une nouvelle fonction auprès du Secrétariat Général de l'ONU : le Haut Commissaire aux Réfugiés. Celui-ci est chargé de préparer l'élaboration et l'adoption d'un traité international. Trois ans après la Déclaration universelle des droits de l'homme, l’énoncé des principes fondamentaux paraît loin derrière la complexité des négociations qui aboutissent à l’adoption de la Convention de Genève sur les réfugiés en 1951. Dans ce contexte d'après-guerre, le texte est européo-centré et d'ailleurs limité, de 1951 à 1967, à ce continent. Il est marqué par le début de la guerre froide, intense sur le territoire européen scindé d’un « rideau de fer ». Dans un article 1-A-2 qui reste la clef de voûte du droit de l'asile actuel, ce traité ne définit pas le droit d'asile mais le réfugié : toute personne « qui, par suite d’événements survenus avant le 1er janvier 1951 et craignant avec raison d’être persécutée du fait de sa race, de sa religion, de sa nationalité, de son appartenance à un certain groupe social ou de ses opinions politiques, se trouve hors du pays dont elle a la nationalité et qui ne peut ou, du fait de cette crainte, ne veut se réclamer de la protection de ce pays… ». Il s'agit d'une définition strictement individuelle du réfugié qui doit faire état d’une persécution personnelle à son encontre pour bénéficier de la protection… ce qui permet une sélection au cas par cas. Cette définition permet facilement d'accueillir les personnalités célèbres fuyant le bloc communiste. Elle n’engage pas les États, pour l’avenir, vers l’accueil de réfugiés affluant en masse. Elle ne dénonce pas, par ses énoncés de principe, la politique à l’égard des juifs entre 1933 et 1939. Elle ne permet non plus de prendre en considération les persécutions genrées des femmes.

### Protocole de New York (1967)
Durant les vingt premières années de mise en œuvre de la Convention de Genève sur les réfugiés, celle-ci ne s'applique — explicitement selon son article 1 A 2 première version — qu'aux événements intervenus avant son adoption (1951) : cette clause supprimée en 1971 avait pour effet d'en limiter la portée aux faits survenus durant la Seconde Guerre mondiale et au début de la Guerre froide, ce qui réduisait en pratique la notion de « réfugiés » aux seuls réfugiés européens. Ainsi en France, entre 1951 et 1972, les réfugiés reconnus par l’OFPRA sont à 98 % européens, essentiellement espagnols, russes, arméniens, polonais, hongrois et yougoslaves. Pourtant, les guerres et les persécutions ne manquent pas de se développer sur les autres continents et notamment en Afrique, au fur et à mesure que se multiplient les guerres de libération contre les colonisateurs : l'histoire du droit d'asile rencontre ici celle de la décolonisation et celle de la dimension post-coloniale du fait migratoire. La décennie des années 1960 est marquée par les mouvements de décolonisation qui inscrivent sur la scène internationale les pays nouvellement libérés. En 1964, l’Organisation de l’unité africaine décide de se doter de sa propre convention sur le droit des réfugiés. Le haut commissaire aux Réfugiés, voyant son autorité menacée, convoque à Bellagio en Italie une conférence d’experts destinés à étendre le champ de la Convention de Genève sans passer par une conférence internationale qui pourrait remettre en question les autres termes de la convention. Un Protocole additionnel est adopté, dit « protocole de Bellagio » ou « Protocole de New York », rédigé en termes minimaux et adopté presque sans débats par l’Assemblée Générale des Nations unies en 1967 : il supprime juridiquement la référence temporelle de l’article 1A2. Or, dès ce moment, la plupart des pays occidentaux, commencent à proclamer la fermeture administrative de leurs frontières et, dans ces pays, les taux de rejet des demandes d'asile s'accroissent de manière exponentielle suivant une évolution à la hausse qu'ils suivront jusqu'aux maxima actuels proches des 100 % en Europe. Certains réfugiés originaires de l'Asie du Sud-Est (Boat-people) ou fuyant les dictatures d'Amérique du Sud seront bien accueillis encore dans les années 1970. Mais dès cette époque là, les taux de rejet des demandes d'asile d'origines africaines s'envoleront pour atteindre leurs maxima actuels dès le milieu des années 1980. Cette dimension post-coloniale du rejet des exilés au centre des évolutions ultérieures.

### Méfiance des États à l'encontre des demandeurs d'asile de 1967 à aujourd'hui
En Occident, les demandes d'asile suscitent de plus en plus fréquemment des décisions de rejet,. Jérôme Valluy, professeur de sociologie politique, qualifie ce fait de « grand retournement du droit de l'asile contre les exilés ». Henri Courau, chercheur associé à l'IRD, avance que les règles du droit d'asile discréditent les exilés alors que, selon lui, ces règles devraient les protéger. Ces auteurs affirment que ces faits s'inscrivent dans un mouvement plus vaste de radicalisation des politiques publiques antimigratoires puis de remontée des nationalismes xénophobes dans les systèmes politiques européens. Certaines personnes[Qui ?] disent que plusieurs phénomènes cumulatifs s'enchaînent historiquement qui expliqueraient une transformation du droit de l'asile en ce qui constitue selon elles un droit du rejet :
- la colonisation et de la décolonisation pour ce qui concerne les années 1960 et 1970
- les politiques antimigratoires préparées par ce qui précède[pas clair] et propulsées dans la conjoncture de crise économique des années 1970
- la montée en puissance des partis d’extrême droite durant les années 1980 et suivantes
- l’affaiblissement des idéologies et des partis de gauche en Europe durant les années 1990
- l’européanisation des politiques migratoires à la fin des années 1990[45]…

Certaines personnes[Qui ?] disent qu'au terme de ce demi-siècle d'histoire le droit d'asile semble en voie d'extinction comme à la fin du XVIe siècle : Jean-Michel Belorgey, ancien président du conseil d'administration de l'ancien Fonds d'Action sociale pour les travailleurs musulmans d'Algérie en métropole et pour leur famille (FAS), soutient que, comme à la fin du XVIe siècle, la plupart des tribunaux ne le reconnaissent plus et que la quasi-totalité des demandes d'asile sont rejetées. Jérôme Valluy avance également que, plus encore, le droit de l'asile, développé dans les pays limitrophes des pays riches occidentaux, sert à avancer le moment et le lieu de rejet de ces demandes ; cette « externalisation de l'asile » s'accompagne d'une prolifération des camps d'étrangers dans lesquels sont enfermés les exilés en transit ou rejetés.
En opposition à ces travaux, un rapport d'étape de la Cour des comptes en France, rendu public en avril 2015, précise que seulement 1 % des déboutés quittent le territoire français à la suite du refus de leur demande. Le rapport décrit également la politique d'asile comme étant « la principale source d'arrivée d'immigrants clandestins en France ».
Le 13 juillet 2016, la Commission européenne propose une réforme du droit d'asile au niveau européen. Les objectifs sont d'unifier les règles entre les états membres et de limiter les déplacements des réfugiés une fois leur demande d'asile déposée. La réforme redéfinit également les obligations des réfugiés vis-à-vis de leur pays d'accueil.

## Dans d'autres pays

### Royaume-Uni
Au XIXe siècle, le Royaume-Uni a accordé l'asile politique à diverses personnes persécutées, parmi lesquelles de nombreux membres du mouvement socialiste (dont Karl Marx). Après la tentative d'attentat à la bombe contre l'Observatoire royal de Greenwich en 1845 et le siège de Sidney Street en 1911, l'asile politique a été limité dans le cadre de la propagande en faveur de l'action (anarchiste). Au Royaume-Uni, l'asile politique a été limité.

### États-Unis
Les États-Unis reconnaissent le droit d'asile des individus tel qu'il est prévu par le droit international et fédéral.. En vertu du droit international, les États-Unis examinent les demandes d'asile sur la base de persécutions ou de craintes de persécutions fondées sur la race, la religion, la nationalité et/ou l'appartenance à un groupe social particulier ou l'opinion politique.
Il existe deux principaux types de procédures d'asile aux États-Unis, :
- L'asile positif est accordé aux personnes qui sont arrivées aux États-Unis et qui ne font pas l'objet d'une procédure d'expulsion.
- L'asile protecteur est accordé aux personnes qui font l'objet d'une procédure d'expulsion et qui doivent prouver qu'elles ont droit à l'asile pour être autorisées à rester aux États-Unis.

### République populaire de Chine
L'article 32, paragraphe 2, de la Constitution de la République populaire de Chine prévoit que la Chine peut accorder l'asile aux étrangers qui le demandent pour des raisons politiques,.
En 1979, Hoang Van Hoan, vice-président de l'Assemblée nationale du Viêt Nam, a été le dernier étranger à se voir accorder l'asile politique par la Chine. De 1980 à aujourd'hui, aucun étranger n'a reçu l'asile politique de la Chine.